# Charli Collier
Charli Collier (* 22. September 1999 in Mont Belvieu, Texas) ist eine US-amerikanische Basketballspielerin. 

## Karriere
Vor ihrer professionellen Karriere in der WNBA spielte Collier von 2018 bis 2021 College-Basketball für die University of Texas at Austin in der Liga der National Collegiate Athletic Association (NCAA). Beim WNBA Draft 2021 wurde sie an 1. Stelle von den Dallas Wings ausgewählt, für die sie seither spielt.